# Allosauridae

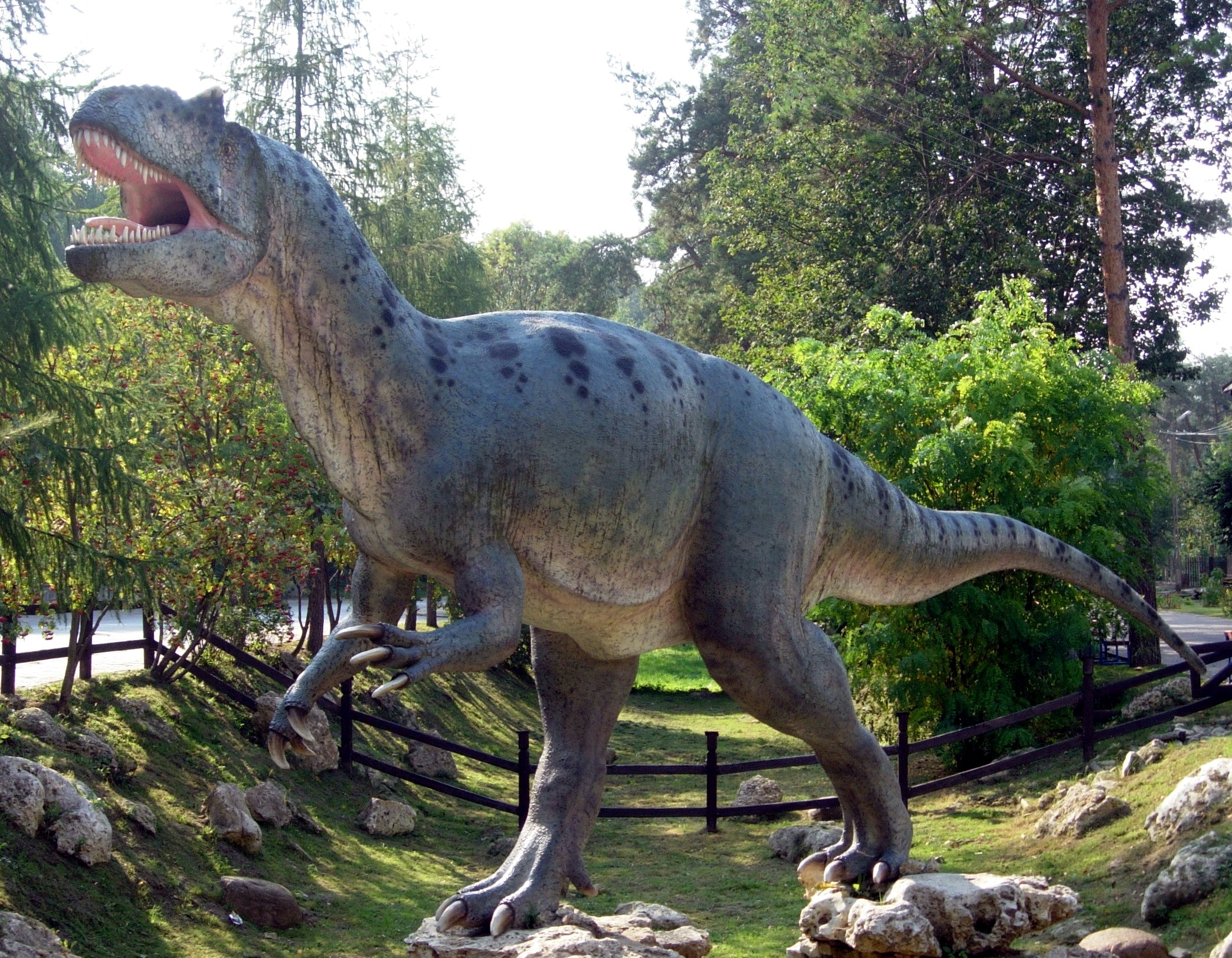
Allosaurus in Bałtow, Polen

De Allosauridae zijn een groep theropode dinosauriërs behorend tot de groep van de Allosauroidea.
Othniel Charles Marsh creëerde in 1878 een familie Allosauridae om Allosaurus een plaats te geven. De eerste definitie als klade werd in 1997 gegeven door Kevin Padian: alle Allosauroidea nauwer verwant aan Allosaurus dan aan Sinraptor. Deze definitie was niet voldoende exact omdat ze afhankelijk is van de inhoud van Allosauroidea. Paul Sereno maakte in 1998 dezelfde fout toen hij de definitie nog wat veiliger maakte door Monolophosaurus, Cryolophosaurus en Carcharodontosaurus mede uit te sluiten. Holtz gaf in 2004 de eerste exacte definitie: de groep bestaande uit Allosaurus fragilis en alle soorten nauwer verwant aan Allosaurus dan aan Sinraptor dongi of Carcharodontosaurus saharicus.
Hoewel de naam Allosauridae in de populairwetenschappelijke literatuur vaak opduikt, is het aantal soorten waarvan vrij zeker is dat zij tot de groep behoren, zeer gering: alleen Allosaurus zelf — van welk geslacht men tegenwoordig meestal aanneemt dat het tot één soort behoort — en Saurophaganax. Vaak wordt de fout gemaakt Allosauridae te verwarren met de veel ruimere Allosauroidea.